# Žďár (Brzice)
Žďár (německy Brand) je malá vesnice, část obce Brzice v okrese Náchod. Nachází se asi 1,5 km na jih od Brzice. Vesnicí protéká Běluňka. V roce 2009 zde bylo evidováno 19 adres.
Žďár leží v katastrálních územích Brzice o výměře 6,18 km² a Harcov o výměře 1,9 km².

## Historie
První písemná zmínka o vesnici pochází z roku 1790.

## Obyvatelstvo
| Rok            | 1869 | 1880 | 1890 | 1900 | 1910 | 1921 | 1930 | 1950 | 1961 | 1970 | 1980 | 1991 | 2001 | 2011 | 2021 |
| -------------- | ---- | ---- | ---- | ---- | ---- | ---- | ---- | ---- | ---- | ---- | ---- | ---- | ---- | ---- | ---- |
| Počet obyvatel | 204  | 186  | 155  | 120  | 104  | 82   | 85   | 59   | 34   | 24   | 17   | 5    | 2    | 3    | 4    |
| Počet domů     | 28   | 28   | 28   | 28   | 24   | 23   | 23   | 20   | 20   | 6    | 7    | 16   | 16   | 16   | 16   |

## Obecní správa
Při sčítání lidu v letech 1869–1980 Mantov byla osadou obce Brzice, se kterým patřil nejprve do okresu Dvůr Králové, ale v roce 1880 v okrese Nové Město nad Metují. V následujícím období byla osada úředně zrušena a jako část obce Brzice byla obnovena v letech 1900–1985 v okrese Náchod. Od 1. července 1985 do 31. srpna 1990 byla částí obce Hořičky v okrese Náchod. Od 1. září 1990 je znovu částí obce Brzice v okrese Náchod.